# Battaglia di Yashima
La battaglia di Yashima fu una battaglia navale della guerra Genpei combattuta nella provincia di Sanuki (Shikoku), nell'attuale città di Takamatsu, Kagawa, tra il clan Minamoto e i Taira.

## La battaglia
Dopo la sconfitte di Ichi-no-Tani e Kojima il capoclan Taira no Munemori si era ritirato con il suo esercito, l'imperatore Antoku e le insegne imperiali nella fortezza di Yashima, su un'isola nel mare interno separata da Shikoku da uno stretto canale che poteva essere attraversato a cavallo con la bassa marea. I Taira si aspettavano un attacco via mare come nella battaglia di Mizushima ed erano convinti di poterlo respingere con la loro flotta.
Il 18 marzo 1185 una forza Minamoto di circa 200 navi salpò dal porto di Watanabe, nella provincia di Settsu, e tentò di attraversare il mare interno ma molte delle imbarcazioni furono danneggiate da una tempesta; al che Kajiwara Kagetoki, vassallo di Yoshitsune, ordinò di tornare indietro per  non correre rischi.
Questo gli causò un rimprovero da parte di Yoshitsune che, appena le barche furono riparate e nonostante i venti forti, fece preparare 5 navi con 150 soldati ciascuna e salpò raggiungendo Shikoku nella baia di Tsubaki (provincia di Awa) più velocemente del previsto. Da lì marciò lungo la costa raggiungendo il villaggio davanti a Yashima (provincia di Sanuki).
Le poche centinaia di guerrieri Minamoto non avevano possibilità di prendere con la forza la fortezza di Yashima, così Yoshitsune decise di ricorrere a uno stratagemma: fece accendere molti falò e innalzate molte bandiere a terra in modo da far credere ai Taira che un grosso esercito fosse radunato su Shikoku per attaccarli. I Taira, che non si aspettavano un attacco in forze via terra, salparono con le navi portando con loro il l'imperatore Antoku e le insegne imperiali permettendo a Yoshitsune di attaccarli fuori dalla loro fortezza. La battaglia, combattuta con scambi di frecce e abbordaggi, terminò quando Taira no Munemori e i suoi generali, che sovrastimavano le forze Minamoto, ordinarono la ritirata e il grosso della flotta Taira, con i generali e l'imperatore, si ritirò intatta verso Hikoshima, nello stretto di Shimonoseki.
Durante la battaglia Satō Tsugunobu, servitore di Yoshitsune, morì frapponendosi tra il suo signore e Taira no Noritsune e salvandolo da una freccia che quest'ultimo gli aveva scagliato contro.
In uno dei passi più famosi dell'Heike monogatari si racconta che alla battaglia di Yashima i Taira avessero sfidato I migliori arcieri Minamoto a colpire un ventaglio rosso issato su di un palo su una delle loro navi, al che il samurai Nasu no Yoichi entrò in acqua con il suo cavallo e abbatté il ventaglio con una sola freccia da più di 70 metri di distanza; questa è una delle più famose imprese  di tiro con l'arco nella storia giapponese.